# ビックスバーグ方面作戦

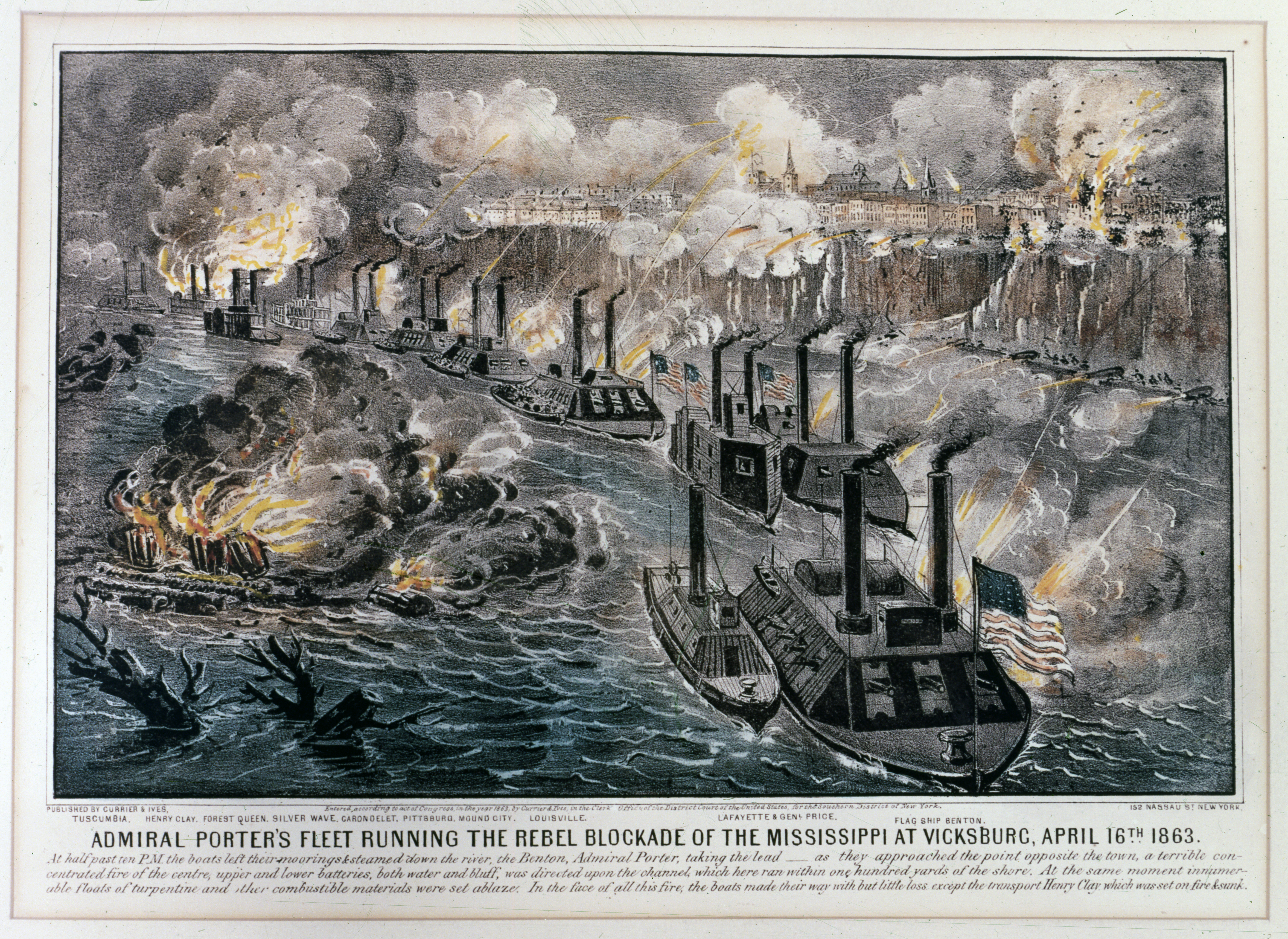
ビックスバーグの南軍障害の下を抜ける北軍ミシシッピ川戦隊、1863年4月16日。石版画

ビックスバーグ方面作戦（ビックスバーグほうめんさくせん、英: Vicksburg Campaign）は、南北戦争の西部戦線で、ミシシッピ川で南軍最後の拠点である要塞都市ミシシッピ州ビックスバーグに向けた一連の操軍と戦闘である。北軍ユリシーズ・グラント少将が指揮するテネシー軍がこの強固な要塞を占領し、そこに陣取っていた南軍ジョン・C・ペンバートン中将軍を打ち破って、ミシシッピ川の支配を確立した。
この方面作戦は、1862年12月26日から1863年7月4日の間に、多くの重要な海軍の行動、陸軍の動き、失敗した独創的作戦および11の異なる戦闘で構成された。軍事歴史家達はこの方面作戦を2つの段階、すなわち「ビックスバーグに対する作戦行動」（1862年12月26日から1863年1月）と「グラントのビックスバーグに対する作戦行動」（1863年3月から7月）に分けている。
グラントは当初2手に分かれての接近を計画した。ウィリアム・シャーマン少将に任せた半分はヤズー川に進軍し北東からビックスバーグに迫る、グラントは残りの軍隊を率いてミシシッピ中央鉄道を下るというものだった。これらの初期行動のどちらも失敗した。グラントは多くの「実験」や遠征を行った。グラントのバイユー作戦と呼ばれるものは、ミシシッピ川を使ってビックスバーグ砲台の南に出ようとするものだった。この独創的作戦は全部で5種類行い全てうまく行かなかった。最終的に北軍の砲艦と輸送船がビックスバーグの砲台下を抜け、陸路ルイジアナ州に入ったグラント軍と落ち合った。1863年4月29日と30日、グラント軍はミシシッピ川を渉りミシシッピ州ブルーンズバーグに上陸した。念入りな一連の示威行動と牽制で南軍をごまかし、上陸は抵抗無しに行われた。その後の17日間にグラントはその軍隊を内陸に動かし、5度の戦いに勝ってミシシッピ州都ジャクソンを占領し、ビックスバーグを攻撃して包囲した。
ペンバートン軍が7月4日（ゲティスバーグの戦いでの南軍敗北の1日後）に降伏した後、7月9日にポートハドソンがナサニエル・バンクス少将に降伏し、ミシシッピ川全体が北軍の支配下に落ちた。これらの出来事は南北戦争の転回点と広く認められている。グラントのビックスバーグ方面作戦はアメリカの軍事史の中でも傑作の一つと考えられている。

## 背景
ビックスバーグは南軍にとって大きな戦略的重要さがあった。そこが南軍の手にある限り、北軍が川を下ることを防ぎ、また南軍にとっては、農産物の供給を大いに頼っている川向こう西部州との通信が可能だった。ビックスバーグ市の自然の要害は理想的であり、「南軍のジブラルタル」という渾名も貰っていた。デ・ソト半島と呼ばれる馬蹄形をした川の屈曲部を見下ろす高い崖の上に位置しており、舟で接近することをほとんど不可能にしていた。ビックスバーグの北と東はミシシッピ・デルタ（時としてヤズー・デルタと呼ばれた）であり、南北に200マイル (320 km)、東西に50マイル (80 km)は実質的に侵入できなかった。ヤズー川上流約12マイル (19 km)ではヘインズ・ブラフに南軍の砲台と塹壕があった。ビックスバーグ西のルイジアナ州の土地も多くの小川やお粗末な田舎道ばかりであり、冬の洪水が広がり、要塞から見れば川の対岸であったので、これも接近が難しかった。
ビックスバーグ市は以前北軍海軍の攻撃を受けたことがあった。デヴィッド・ファラガット提督が1862年5月18日にニューオーリンズを占領した後で川を遡り、ビックスバーグの降伏を要求した。ファラガットはその意志を通すだけの部隊を連れて居らず、ニューオーリンズに戻った。さらに1862年6月には戦隊を率いて戻ってきたが、6月26日から28日に要塞を砲爆して降伏させようとして失敗した。ファラガットは7月の間ビックスバーグ市への砲爆を続け、その地域にいた装甲艦アーカンソーを含む数隻の南軍艦船とも小さな戦闘を何回か交わしたが、上陸を試みるまでには戦力が足りず、ビックスバーグ市を降伏させる試みを中止した。ファラガットは屈曲部、デ・ソト半島の首にあたる部分に運河を掘って要塞化された崖の下を迂回する可能性を調査した。6月28日、ファラガット支配下に付いていたトマス・ウィリアムズ准将が地元の労働力や兵士を使って運河を掘削する工事を開始した。動員された者の多くは熱帯病と熱中症で倒れ、7月24日には工事が中断された（ウィリアムズは2週間後のバトンルージュの戦いで戦死した）。
1862年の秋、ヘンリー・ハレック少将が西部戦線の指揮官から北軍全軍の総司令官に昇進した。11月23日、ハレックはグラントに、ミシシッピ川を下ってビックスバーグに至るやり方を好むと指示した。ハレックのやり方では、この方面作戦にかなりの独創性、つまり好戦的なグラントが採る機会を残していた。ハレックは西部戦線を指揮していた夏の間にテネシー州メンフィスからビックスバーグに向けて陸路を迅速に進まなかったことで批判を受けていた。ハレックは海軍が独自で要塞を占領できると思っていたが、海軍はその任務を完了できるほど陸上部隊を持っていなかったことを知らなかった。1862年夏に成功したであろう事は、南軍が守備隊を十分に増強したために11月ではもはや不可能になっていた。
グラント軍はミシシッピ中央鉄道を南に下り、ミシシッピ州ホーリースプリングスに前進基地を造った。ビックスバーグの方向には2手に分かれた攻撃を計画した。主要な部下であるウィリアム・シャーマンには4個師団（約32,000名）を付けて川を下らせ、グラントは残りの部隊（約40,000名）を率いて鉄道沿いにオックスフォードまで進み続け、南軍をビックスバーグ市からおびき出してグレナダ近くで攻撃してくれることを期待して、そこで展開を待つことにした。
南軍側では、ミシシッピ州内の軍隊はペンシルベニア州出身の士官で南軍のために戦うことを選んだジョン・C・ペンバートン中将の指揮下にあった。ビックスバーグと州都ジャクソンには12.000名、グレナダにはアール・ヴァン・ドーン少将指揮下の約24,000名がいた。
一方、政治的な力も働いていた。エイブラハム・リンカーン大統領は以前からビックスバーグの重要さを認識しており、「ビックスバーグがキーである。このキーが我々のポケットに入るまでこの戦争が終わることは無い」と書いていた。リンカーンもまた2方向からの攻撃を想定したが、川の上下からのものだった。タカ派民主党の政治家ジョン・A・マクラーナンド少将は自分なら軍隊を率いて川を下りビックスバーグを奪えるとリンカーンを説得した。リンカーンはその提案を承認し、同時にナサニエル・P・バンクス少将にはニューオーリンズから川を遡っての前進を望んだ。マクラーナンドは部隊の編成を始め、それをメンフィスに送った。ハレックはワシントンD.C.に戻るとマクラーナンドのことが心配になり、グラントに西部方面全軍の指揮権を与えた。マクラーナンドの軍隊は2つの軍団に分けられ、1つはマクラーナンド自身が、もう1つはシャーマンが率いた。マクラーナンドはこの処置に苦情を言ったが為す術は無かった。グラントはその軍隊を自分のものにしたが、この方面作戦の間続くことになるグラントとマクラーナンドの間の私的闘争における幾つかの操作の一つとなった。

## ビックスバーグに対する作戦行動における戦闘

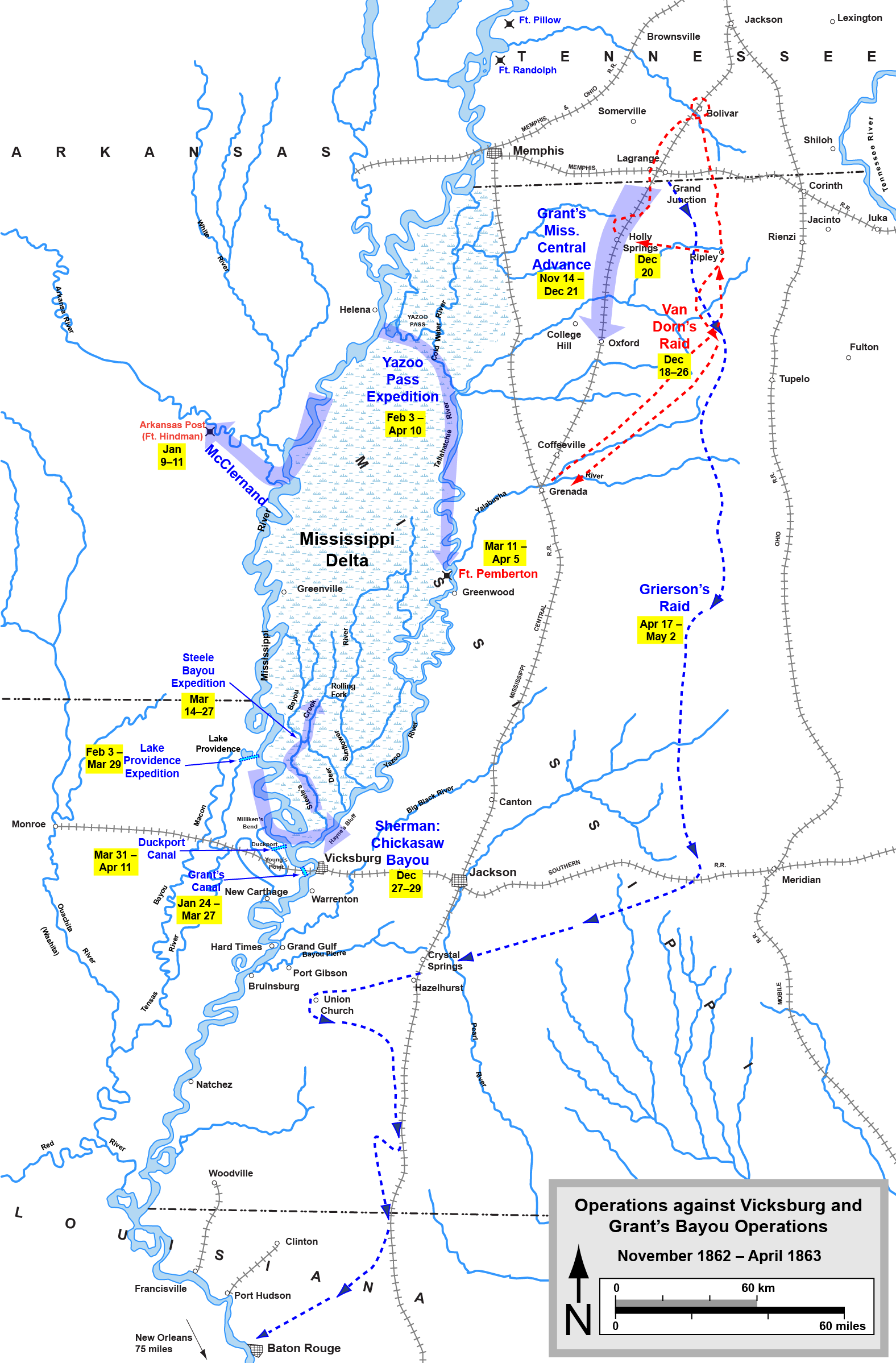
ビックスバーグに対する作戦行動とグラントのバイユー作戦
南軍
北軍

以下の戦闘はビックスバーグ方面作戦で「ビックスバーグに対する作戦行動」段階を構成するものである。

### チカソーバイユーの戦い（1862年12月26日-29日）
シャーマンは北東からビックスバーグ陣地に近付くためにヤズー川のジョンソン・プランテーションに3個師団を上陸させた。12月27日、北軍は強固に守られているウォルナットヒルに向けて湿地を通ってその前線を押し上げた。12月28日これら陣地を巡って数回の無益な攻撃が行われた。12月29日、シャーマンは正面攻撃を命じ、大きな損失を出して撃退されその後に撤退した。
この期間、陸路を行くグラントの半分の部隊もしくじっていた。その通信線はヴァン・ドーンとネイサン・ベッドフォード・フォレスト准将による襲撃で妨害され、ホーリースプリングスの大きな補給所も破壊された。グラント軍はこれらの物資が無くては存続できず、陸路の前進を中断した。
1863年1月初め、マクラーナンドはジョージ・W・モーガン准将指揮下に徴兵した軍団（第13軍団）と共にメンフィスに到着し、ミシシッピ川を下る作戦を開始した。1月4日、シャーマンの第15軍団をその遠征隊に付属させるよう命令し、その32,000名の合流軍をミシシッピ軍と呼ばせた。このことはグラントに対する直接の挑発であったが、シャーマンは上官の命令に従った。シャーマンは初めに、ミシシッピ川とアーカンザス川の合流点からアーカンザス川を遡ること50マイル (80 km)のアーカンソー・ポストにあるハインドマン砦に対する海陸合同作戦を提案した。この砦は川の北軍艦船を攻撃する南軍砲艦の基地になっていた。この遠征はグラントに報せること無く始められた。

### アーカンソー・ポストの戦い（1863年1月9日-11日）
デイビッド・ディクソン・ポーター海軍少将が指揮する北軍戦隊が1月9日の夜にアーカンソー・ポストで軍隊の揚陸を始めた。この軍隊は川に沿ってハインドマン砦に向かい始めた。シャーマンの軍団が南軍の塹壕線を突破し、南軍は砦の防壁の中や近くの射撃壕に退いた。1月10日、ポーターはその戦隊を動かしてハインドマン砦に向かい、砲爆した後で薄暮に退いた。1月11日には北軍の大砲が川向こうの陣地から砦を砲撃し、歩兵隊は攻撃のための配置に付いた。北軍の鋼製被覆砲艦が砦に対する砲爆を始め、ポーターの戦隊は脱出を防ぐために砦の下を通過した。この包囲とモーガン隊による攻撃の結果、南軍は午後に降伏した。北軍の損失は大きく、この勝利がビックスバーグ占領に貢献するものではなかったが、ミシシッピ川を航行する北軍の艦船にとっての障害を取り除くことができた。
グラントはマクラーナンドがグラントの承認無しに作戦を実行したことを喜ばず、その主目的であるビックスバーグから気を逸らすものと見なしたが、それが成功に終わり同調者であるシャーマンが提案したことなので、懲罰行動は採らなかった。しかし、マクラーナンドにはミシシッピ川に戻るように命じ、ビックスバーグの北西15マイル (24 km)ミリケンズ・ベンドで1月13日に自ら方面作戦の指揮を執った。

## グラントのバイユー作戦（1863年1月-3月）
その冬、グラントはビックスバーグに近付き攻略するために一連の独創性を発揮し、これが「グラントのバイユー作戦」と呼ばれている。その共通目的は、南軍の砲台下にあるミシシッピ川を直接接近する必要性無しに、ビックスバーグから射程内に軍隊を配置できる別の水路を使いあるいは建設することだった。

### グラントの運河
デ・ソト半島を横切るウィリアムズ運河は、1862年7月にファラガット提督とウィリアムズ准将が中断したものだったが、ビックスバーグの砲台を迂回して川を下る経路を提供する可能性があった。1月遅く、シャーマン隊は、海軍からリンカーン大統領がこの考えを好んでいると忠告されたグラントの要請で掘削を開始した。シャーマンはこの運河を侮蔑的に「バトラーの溝」と呼んだ（以前ベンジャミン・バトラー少将がウィリアムズを上流に送ってこの仕事をさせていた）が、やっと幅6フィート (1.8 m)、深さ6フィートのものだった。グラントはリンカーンからうち続く運河の状態に関する問い合わせに疑いもなく影響されて、シャーマンに幅60フィート (18 m)、深さ7フィート (2.1 m)に拡げるよう命令を出した。これがグラントの運河と呼ばれるようになった。しかし、この運河はミシシッピ川の水門学（すいもんがく）に基づいて適切に設計されたわけではなく、水嵩が上がると運河川上のダムを決壊させ地域は水浸しになった。この運河は後背地の水と堆積物で埋まり始めた。この計画を救うために絶望的な努力が払われ、2隻の大きな蒸気駆動浚渫船ハーキュリーズとサンプソンが水路を開こうとしたが、浚渫船がビックスバーグの崖の上から南軍の砲火に曝され、撤退した。3月遅くまでに運河工事は放棄された（グラント運河約200ヤード (180 m)の名残はルイジアナ州のビックスバーグ国立軍事公園によって保護されている）。

### レイク・プロピデンス遠征
グラントはジェイムズ・マクファーソン准将に、ビックスバーグ市の北西に、ミシシッピ川からレイク・プロピデンスまで数百ヤードの運河を建設するよう命じた。これができると、バクスターやメイヨーのバイユーおよびテンサスやブラックの川を通じてレッド川までの経路ができるはずだった。レッド川まで届けば、グラント軍はポートハドソンのバンクス軍と合流できた。マクファーソンは3月18日に航行できる水路ができたと報告したが、バイユーを航行するためにグラントに送られていた「通常のオハイオ川のボート」で8,500名の兵士を運ぶことができただけであり、あまりに少なくてポートハドソンの情勢を変えられなかった。歴史家のエド・ベアスは、グラントがそれが機能すると期待したことはなく、ヤズーパス遠征と最終的な作戦であるミリケンズ・ベンドから南に陸路を移動する事のために工事を放棄したことから、この出来事を「レイク・プロピデンスの無駄骨」と呼んだ。

### ヤズーパス遠征
次の試みは、ビックスバーグの約150マイル (240 km)上流、アーカンソー州ヘレナの近くでムーン湖に近いミシシッピ川の堤防を爆破し、ヤズーパス（ヤズーシティからメンフィスに至る古い道、ミシシッピ川からムーン湖までの経路を遮断した1856年の堤防の建設で短縮された）を通ってコールドウォーター川に、続いてタラハッチー川に入り、最終的にグリーンウッドでヤズー川に入ることで、ヘインズ・ブラフの上流かつヤズーシティの下流の黄土断崖の高地を取ることだった。堤防は2月3日に爆破され、ヤズー・パス遠征と呼ばれるものが始まった。ワトソン・スミス海軍少佐が指揮する10隻のボートにベンジャミン・M・プレンティス准将指揮の部隊を載せて、2月7日にこの経路を通る移動が始まった。しかし、低く垂れ下がった樹木が砲艦甲板の上のものを何でも破壊し、南軍はその経路を塞ぐためにさらに多くの樹木を倒した。このことで進行が遅れたために、南軍はグリーンウッドに近いタラハッチー川とヤロブシャ川の合流点近くに「ペンバートン砦」を素早く建設する時間ができ、3月11日、14日および16日に北軍の海軍を撃退した。北軍の動きは4月早々に崩壊した。

### スティールズバイユー遠征
ポーター提督は3月16日にビックスバーグの真北スティールズバイユーを経由してディア・クリークに至るヤズー・デルタを北上する動きを始めた。このことはペンバートン砦の側面を衝きビックスバーグとヤズーシティの間に軍隊を上陸させられるはずだった。樹上からそのボートを動物が攻撃し、この時も南軍が経路にある樹木を倒し、柳の枝がボートの外輪を使えなくした。この時北軍のボートが動けなくなり、南軍の騎兵や歩兵が彼等を捕まえようとした。シャーマンが南軍につきまとわれていたポーターに歩兵の援軍を送って撃退したが、ポーターの遠征はあまりに難しすぎると放棄された。

### ダックポート運河
グラントの最後の試みはダックポート上陸場からウォルナット・バイユーまで別の運河を掘ることであり、軽いボートはビックスバーグを迂回できることを目指した。運河がほとんど完成する4月6日までに水位が下がっており、最も軽い平底舟以外航行できなかった。グラントはこの運河も諦め、新しい作戦を練り始めた。
12月から3月まで、チカソー・バイユーの戦いやミシシッピ中央鉄道に沿った進軍を含みグラントによる7つの独創的作戦や「実験」は悉く失敗した。グラントはその自伝で、これらの実験は洪水があり病気にもなりやすい冬の間に兵士達を忙しくさせておくために実行したのであり、成功の期待は無かったと主張した。この主張は当時グラントが書いた通信文とは矛盾している。

## 1863年の作戦と当初の動き

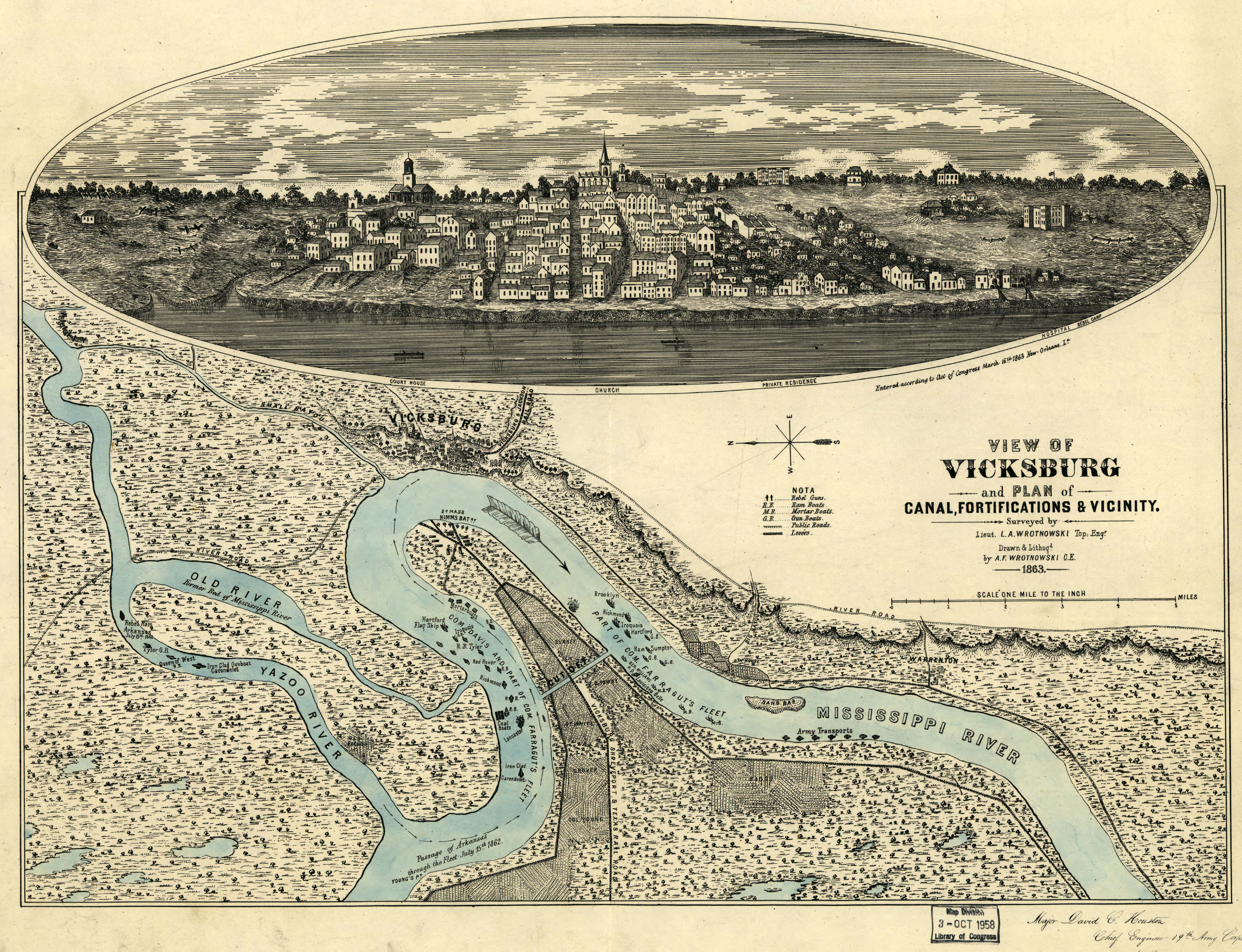
ビックスバーグの近辺と要塞の概観、1863年

バイユー作戦の全てが失敗だったが、グラントはその確固たる決断力で知られており決して諦めなかった。最後の選択肢は大胆だったが危険を伴うものだった。ミシシッピ川西岸を下り、ビックスバーグの南で川を渉り、南と東からビックスバーグを攻撃するかバンクスの軍隊と合流し、ポートハドソンを占領し、続いて協働してビックスバーグを征服するというものだった。ポーターは砲台の下をかいくぐり十分な砲艦と輸送船をビックスバーグの南で確保する必要があった。一端下流に出てしまうと川の流れで速度が極端に遅くなるので、もう一度ビックスバーグの砲台の下を過ぎることはできないはずだった。
3月29日、マクラーナンドはその部隊で橋を建設し丸太道を造る作業に取り掛かった。彼等は進行するにつれて湿地を埋めて行き、4月17日までにミリケンズ・ベンドからビックスバーグより下流にあるルイジアナ州ハードタイムズの提案された渡河点までおよそ70マイル (110 km)の複雑な道を完成させた。
4月16日、月の無い晴れた夜に、ポーターは7隻の砲艦と3隻の物資を積み兵士は載せていない輸送船をビックスバーグの崖下に送った。音や灯りは極力出さないようにしていた。しかし準備の効果が無かった。南軍の歩哨が艦影を認め、崖上の砲台から大量の砲弾が発射された。視認性を高めるために川岸に炬火が灯された。北軍の砲艦が応射した。ポーターは南軍の大砲が仰角を抑えられないために主に北軍艦船の上の方に撃ってきていることを観察し、艦船を砲台の真下にあたる東岸に寄せさせた。非常に接近したので南軍の指揮官が命令を出す声も聞こえ、砲弾は頭の上を飛びすぎた。北軍戦隊はほとんど損傷無く生き残った。13名が負傷しただけで死者はいなかった。「ヘンリー・クレイ」号が航行不能になり水際で燃えた。4月22日、他の6隻の艦船が物資を積んで同じように通過した。1隻が通過できなかったが、戦死者は出なかった。乗組員は舟の残骸に乗ったまま下流に流された。
グラントの戦略の最後の段階は、北軍が使う渡河地点からペンバートンの注意を逸らすことだった。グラントは2通りの作戦を選んだ。ビックスバーグの北、スナイダーズ・ブラフに対するシャーマン隊の陽動行動（下記スナイダーズ・ブラフの戦いを参照）と、グリアソンの襲撃と呼ばれるベンジャミン・グリアソン大佐によるミシシッピ州中部の騎兵隊による大胆な襲撃だった。シャーマン隊の戦闘は引き分けに終わったが、グリアソンの襲撃は成功した。グリアソンはその部隊を追跡するかなりの数の南軍部隊を引き付けることができ、ペンバートンの防衛力は州内遠くまで拡散することになった（ペンバートンはナサニエル・バンクスの部隊がバトンルージュから川を遡りポートハドソンを脅かすことが差し迫っていることも心配していた）。

### 対戦した戦力
ユリシーズ・グラント少将のテネシー軍はこの方面作戦を約44,000名の勢力で開始し、7月には75,000名にまで脹れ上がった。5個軍団で構成された。ジョン・A・マクラーナンド少将の第13軍団、ウィリアム・シャーマン少将の第15軍団、ジェイムズ・B・マクファーソン少将の第17軍団、カドワラダー・ウォッシュバーン少将の第16軍団の分遣3個師団、エリアス・S・デニス准将の北東ルイジアナ地区軍からの分遣隊だった。ジョン・G・パーク少将の第9軍団が6月半ばに合流した。
南軍ジョン・C・ペンバートン中将のミシシッピ軍はおよそ30,000名であり、ウィリアム・W・ローリング、カーター・L・スティーブンソン、ジョン・H・フォーニー、マーティン・L・スミス、およびジョン・S・ボウェン各少将の5個師団で構成された。
ミシシッピ州レイモンドとジャクソンにはジョセフ・ジョンストン将軍の西部方面軍の一部6,000名の部隊がおり、ジョン・グレイ准将、ペイトン・H・コルキット大佐およびウィリアム・H・T・ウォーカー准将の旅団を含んでいた。

## グラントのビックスバーグに対する作戦行動における戦闘

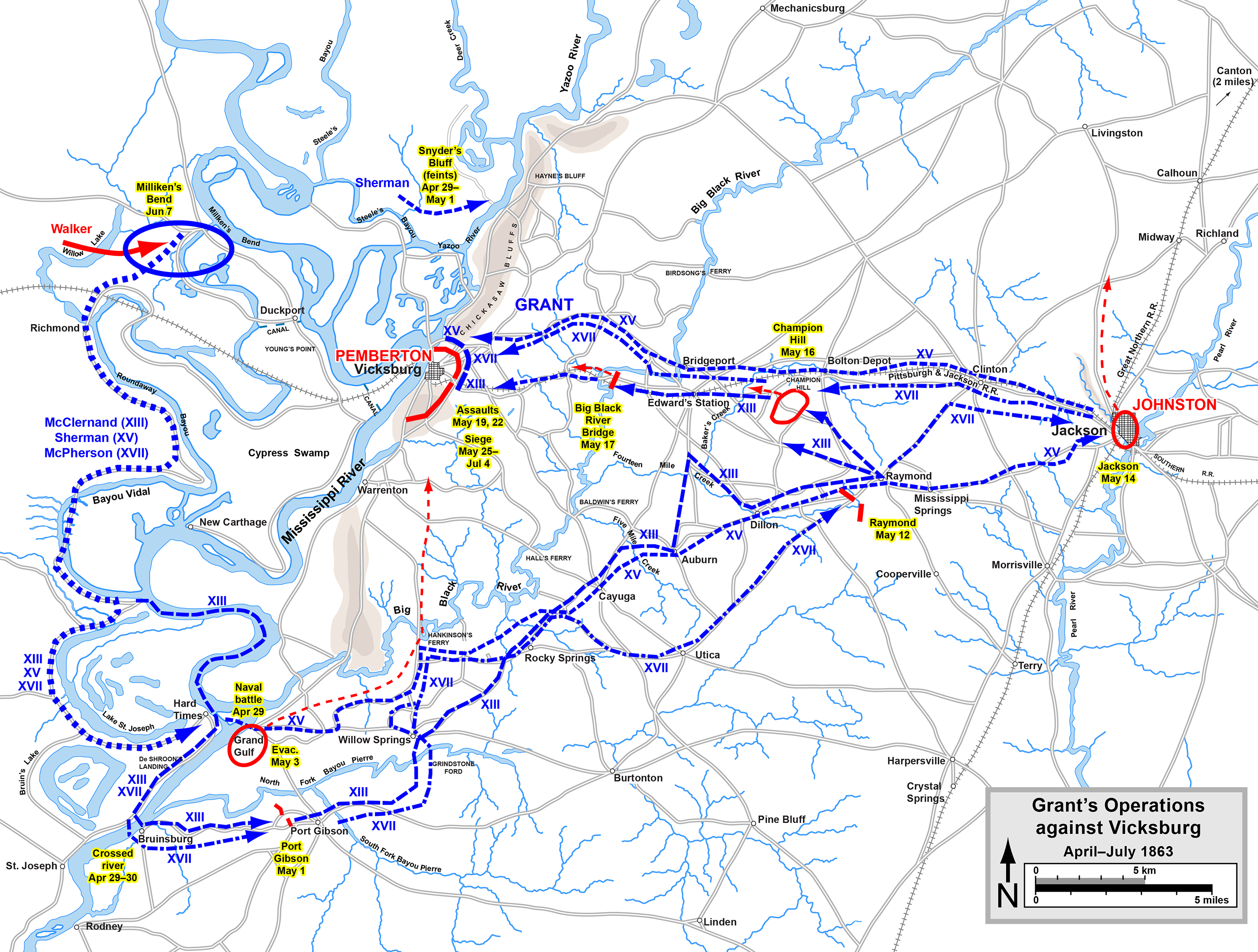
グラントのビックスバーグに対する作戦行動

以下の戦闘はビックスバーグ方面作戦で「グラントのビックスバーグに対する作戦行動」段階を構成するものである

### グランド湾の戦い（1863年4月29日）
ポーター提督は7隻の鋼製被覆砲艦を率い、グランド湾の要塞と砲台を沈黙させその地域をマクラーナンドの第13軍団で確保する意図で攻撃を始めた。輸送船や艀も伴っていた。7隻の鋼製被覆砲艦による攻撃は午前8時に始まり、午後1時半まで続いた。この戦闘中、鋼製被覆砲艦は南軍大砲から100ヤード (90 m)以内まで接近しウェイド砦の下部砲台を沈黙させた。コバン砦の上部砲台までは届かず、砲撃が続いた。北軍の鋼製被覆砲艦（そのうちの1隻USSタスカンビアは動けなくなった）と輸送船は後退した。しかし、暗闇が訪れてから、鋼製被覆砲艦が再度南軍の大砲に砲撃を始め、その間に蒸気船や艀は難所を擦り抜けた。グラントはその軍隊を陸路進ませ、グランド湾の下流カフィ・ポイントまで進ませた。輸送船がグランド湾を過ぎた後で、ディシャルーンのプランテーションで兵士を載せ、グランド湾より下流のブルーンズバーグで川向こうの岸に降ろした。この部隊は直ちに陸路をポートギブソンに向かった。南軍は空しい勝利を得た。グランド湾での損失はグラントの攻勢にほとんど影響しなかった。

### スナイダーズ・ブラフの戦い（4月29日-5月1日）
北軍の陸軍と海軍の連合部隊がスナイダーズ・ブラフの攻撃を装い、グランド湾の南軍部隊を助けるための部隊が動かされないようにした。4月29日の正午過ぎ、K・ランドルフ・ブリーズ海軍少佐がその8隻の砲艦と10隻の輸送船でフランシス・P・ブレア少将の師団を運び、ヤズー川を少しずつ遡り、チカソー・バイユーの入り口まで進んでそこで夜を明かした。翌朝9時、北軍は1隻の砲艦を残して川を遡り、ドラムグールズ・ブラフに至って敵の砲台と交戦した。この戦闘中にUSSチョクトーが50発以上被弾したが、人命の損失は起こらなかった。午後6時頃、部隊は上陸してブレイク堤防にそって前進し砲台に向かった。ドラムグールズ・ブラフに近付いたときに砲台からの砲撃が始まり、大混乱と損失を引き起こした。北軍の前進は止まり、暗くなった後で、部隊は再度輸送船に乗艦した。翌朝、輸送船は別の部隊を降ろした。湿地の多い地形と敵の激しい砲火のためにこの部隊も撤退を余儀なくされた。5月1日午後3時頃に砲艦が再度砲火を開き幾らかの損失を与えた。その後砲艦からの砲撃が緩み、暗くなると共に終熄した。シャーマンはその部隊をミリケンズ・ベンドに上陸させるよう命令を受けたので砲艦はヤズー川河口の停泊地に戻った。

### ポートギブソンの戦い（5月1日）
グラント軍はブルーンズバーグから内陸への侵攻を始めた。ポートギブソンに向けてロドニー道路を前進すると夜半後に南軍の前哨基地に行き当たり3時間もの間小競り合いを続けた。午前3時過ぎ、戦闘は停止した。北軍はロドニー道路を前進し夜明けにはプランテーションの道路を進んだ。午前5時半、南軍が北軍の前を遮り戦闘が始まった。北軍は南軍を後退させた。その日南軍は何度か新しい防御陣地を拵えたが、北軍の猛攻を止められず夕方前に戦場を払った。この南軍の敗北はもはやミシシッピ川の戦線を守れないことを示しており、北軍は足掛かりを掴んだ。
この時点でグラントはある決断をした。当初の命令ではグランド湾の砦を占領し、続いて南に向かってバンクス軍と合流しポートハドソンを陥れた後に、その連合軍でビックスバーグに戻ってこれを征服するというものだった。グラントにとって不幸なことに、そのような経路を辿ればグラントは上級の少将であるバンクスの下に付くことになり、この戦線での功績もバンクスのものにされてしまうということだった。バンクスはレッド川での作戦に忙殺されており、次の数日間のうちにポートハドソンに対する作戦を開始する準備ができていないと伝えてきたので、グラントは自軍をビックスバーグに向けることに決めた。ハレックにはその意図を報せる伝令を送ったが、ワシントンがこの伝言を受け取って返事をするまでに8日間は掛かる事を知っていた。
北軍がグラインドストーン浅瀬を掴んだ後は、ビッグ・バイユー・ピエールとビッグブラック川の間にいる南軍部隊は危険に曝された。グランド湾の守将ボウェンはこのことを認識してグランド湾を放棄し、全速でビッグブラック川を渉るハンキンソン浅瀬に進み、辛くも北軍の罠に嵌ることを免れた。この時のグラントの心積もりはその南軍と同じ経路を辿って北上し直接ビックスバーグに向かうことだった。しかし送り出した偵察隊はペンバートンが市の南に強固な防御陣地を布いていることを見出した。グラントはジャクソンからビックスバーグに向かう鉄道を抑えることで市の供給線を遮断することに決めた。その3個軍団（シャーマン軍団は川を渉って到着していた）に3つの異なる経路を進んで、エドワーズ駅（マクラーナンド軍団の東端の目標）、クリントン（マクファーソン軍団の西端の目標）およびミッドウェイ駅（シャーマン軍団の中央の目標）で鉄道を攻撃するよう命令を出した。

### レイモンドの戦い（5月12日）
5月10日、ペンバートンはジャクソンに到着している援軍全てに20マイル (32 km)南西のレイモンドに進軍するよう命令を出した。ジョン・グレッグ准将の通常より多勢の旅団がポートハドソンからの困苦した行軍に耐えて到着し、翌朝にはレイモンドに向かい、5月11日午後遅くに到着した。5月12日、グレッグ旅団はフォーティーンマイル・クリークで北軍の襲撃隊を待ち伏せるために動いた。襲撃隊は第17軍団のジョン・A・ローガン少将の師団から出たものと分かった。グレッグはフォーティーンマイル・クリークの渡しで戦うことにして、その部隊と大砲を並べた。ローガン隊が接近すると南軍が砲火を開き、最初は大きな被害を出させた。北軍の部隊の幾つかが破れたが、ローガンが部隊を鼓舞し戦線を保った。南軍がこの戦線を攻撃したが、後退を強いられた。北軍の追加部隊が到着し反撃に転じた。激しい戦闘が6時間も続いたが勢力に勝る北軍が圧倒した。グレッグ隊は戦場を後にした。南軍は戦いには敗れたが、遙かに優勢な北軍に対してまる1日持ち堪えた。グレッグ将軍は優勢な敵を前にジャクソンまで撤退する命令を受け、ジャクソンに向かう途中のミシシッピスプリングスまで5マイル (8 km)後退した。この後退でミシシッピ州のサザン鉄道は北軍の攻撃に曝され、ビックスバーグの生命線が脅かされた。
マクファーソンは勝利したが、グラント軍の右側面を攻撃する南軍が存在することで、その作戦を再考することになった。グラントは南軍ジョセフ・ジョンストン将軍の部隊はジャクソンに在って、数日のうちには援軍が来ることを知り、またP・G・T・ボーリガード将軍も戦場に到着するという噂があった。この状況で、北軍は両側面に敵軍を抱えることになった。それ故に先ず東からの脅威に対応することにし、シャーマンとマクファーソンにはジャクソンを占領する命令を出した。

### ジャクソンの戦い（5月14日）
5月9日、ジョンストン将軍はアメリカ連合国陸軍長官から「直ちにミシシッピ州に進み地域全軍の指揮を執るよう」指示する伝言を受け取った。5月13日に中部テネシー州からジャクソンに到着すると、シャーマンとマクファーソンの2個軍団がジャクソンに進軍しており、グレッグは市を守るためにわずか約6,000名しか擁していないことを知った。ジョンストンはジャクソンの明け渡しを命令したが、グレッグは明け渡しが完了するまでジャクソンを守った。午前10時までに北軍の両軍団がジャクソンに近付き、敵と交戦した。雨と南軍の抵抗とお粗末な防御で激戦も午前11時頃までとなり、数に勝る北軍が緩りだが確実に敵を後退させた。正午頃にジョンストンが明け渡しが完了したのでグレッグも戦闘を止め付いてくるようにグレッグに伝えた。その後間もなく、北軍はジャクソン市に入り、シャーマン軍団に同行していたグラントがボーマン・ハウスで祝賀会を開いた。続いて町の一部を焼き、多くの工場を破壊し、ビックスバーグに向かう鉄道の連結を外した。ジョンストンの明け渡しは、退去時5月14日遅くまでに11,000名の部隊がおり、5月15日の朝には4,000名が追加されたことを考えると誤りと見なされている。元ミシシッピ州州都の陥落は南軍の士気にとって打撃だった。
ジョンストンはその軍隊の大半でキャントン道路を撤退したが、ペンバートンにはエドワーズ駅を発ちクリントンで北軍を攻撃するよう命令した。ペンバートンとその部下の将軍達は、ジョンストンの作戦が危険なものと感じ、その代わりにグランド湾からレイモンドに移動している北軍の輜重隊を攻撃する事にした。しかし、5月16日、ペンバートンはジョンストンから以前の指示を繰り返す命令を受け取った。ペンバートンは既に輜重隊の追跡を始めており、レイモンド・エドワーズ道路の上にあって、その後衛はチャンピオンヒルの尾根から南3分の1マイル (500 m)の交差点にあった。かくしてペンバートンが反転を命じたとき、多くの物資荷車を含む後衛は軍隊の先頭になった。

### チャンピオンヒルの戦い（5月16日）
5月16日午前7時頃、北軍は南軍と交戦しチャンピオンヒルの戦いが始まった。ペンバートン軍はジャクソン・クリークを見下ろす尾根の頂点に沿って防御的戦線を布いた。ペンバートンは北軍の1隊が防御の施されていない左側面に向けてジャクソン道路を進行していることに気付かなかった。南軍の守りのために、スティーブン・D・リー准将の部隊をチャンピオンヒルに置き、この部隊が報告された北軍の交差点に向かう動きを見張ることができた。リーは北軍を見つけ、北軍もリー隊を見つけた。この軍隊を止められなければ、南軍はビックスバーグから切り離されてしまう可能性があった。ペンバートンは北軍の進行に関する警告を受けて、その左側面に部隊を派遣した。チャンピオンハウスにいた北軍は行動に移り、大砲を据えて砲撃を始めた。グラントが午前10時頃にチャンピオンヒルに到着すると攻撃開始の命令を下した。午前11時半までに北軍は南軍の主要前線に達し、午後1時頃丘の頂点を占領したので、南軍は隊列を乱して撤退した。北軍は前進を続け、交差点を取り、南軍の退却路であるジャクソン道路を抑えた。ペンバートン軍のボウェン師団が反撃を始め、北軍をチャンピオンヒルの頂点の向こうまで押し返したが、その活躍もそこで止まった。続いてグラント軍が反撃に転じ、ボルトンを通ってクリントンから到着したばかりの部隊を投入した。ペンバートン軍はこの攻撃を耐えられず、その戦場からまだ抑えられていない退却路であるバンカーズ・クリークと交差するレイモンド道路の方への移動を命じた。ロイド・ティルマン准将の旅団が殿軍を務め、あらゆる犠牲を払って後衛を死守した結果、ティルマンが戦死した。午後に北軍はベイカーズ・クリーク橋を占領し、夜半までにエドワーズを占領した。南軍はビックスバーグに向けて総退却した。

### ビッグブラック川橋の戦い（5月17日）
南軍は5月16日から17日にかけての夜にビッグブラック川橋まで後退した。ペンバートンはボウェン准将に3個旅団を付けて、川の東岸に防衛線を布かせ北軍の追撃を遅らせようとした。マクラーナンド軍団から3個師団が5月17日の朝にエドワーズ駅を進発した。この軍団は胸壁の背後にいる南軍に遭遇し、敵の大砲が砲撃を開始したので物陰に隠れた。北軍ユージーン・A・カー准将師団のマイケル・K・ローラー准将がその第2旅団を率い、川の蛇行跡から飛び出して南軍の前面を横切り、胸壁の内側に入り、南軍ジョン・C・ボーン准将の経験の足りない東テネシー旅団を襲った。南軍は混乱して恐慌を来たし、2つの橋を使ってビッグブラック川を渉り撤退を始めた。川には鉄道橋と川を横切るように係留された蒸気船のドックがあった。川を渉りきるや否や、南軍は橋に火をつけて迫り来る北軍の追撃を妨害した。その日遅くにビックスバーグに逃げてきた南軍はバラバラだった。北軍はビッグブラックで1,800名の南軍兵を捕獲し、南軍にとっては痛い損失になった。

### ビックスバーグの包囲戦（5月18日-7月4日）

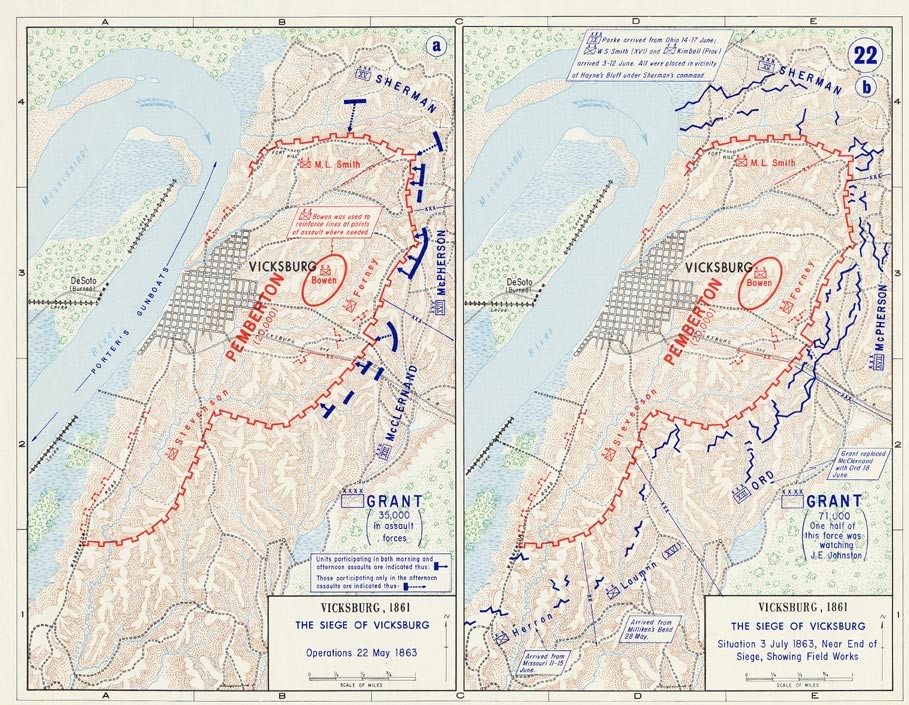
ビックスバーグの包囲戦

北軍はビックスバーグに集結し、ペンバートン軍を囲んだ。グラントは5月19日と22日の2回、南軍の強固な堡塁を突破することを試みた。2回目の攻撃では当初マクラーナンド軍団がいくらかの成功をみたが、3,200名の損失を出して撃退された。ジョンストンはペンバートンに対して、町を放棄して軍隊を救うよう命令を出したが、ペンバートンは安全に撤退するのは不可能と考えた。ジョンストンはグラント軍を攻撃してペンバートン軍を救出しようと作戦を練ったが、その手配が間に合わなかった。グラントは南軍に対して包囲戦を布いた。7月4日、ビックスバーグの兵士と市民が食糧の補給が無く常に砲撃を受けた6週間の後に、ペンバートンは市と軍隊と共に降伏した。
グラントは前面のペンバートン軍に加えて後方の南軍の動きを心配しなければならなかった。ビッグブラック川橋の近くに1個師団を置き、遥か北のメカニクスバーグまで偵察させ、どちらも本隊を守るようにさせた。6月10日までにジョン・G・パーク少将の第9軍団がグラントに指揮下に送られてきた。この軍団は、キャントンに軍隊を集めたジョンストンが包囲を破ろうとする動きを抑える特別任務の中核になった。シャーマンがこの任務を与えられ、6月22日には第15軍団にあったフレデリック・スティール准将が交代した。ジョンストンは最後にペンバートン軍解放の動きを始め、7月1日にビッグブラック川に到達したが、現実に対応が難しいシャーマン軍と遭遇することになって、ビックスバーグ守備軍救出には遅すぎ、その陥落後にジャクソンに引き返した。
ビックスバーグ包囲戦の間、その近郷で他に3つの戦いが起こった。

### ミリケンズベンドの戦い（6月7日）
包囲中のグラント軍の補給を遮断するために、南軍はミシシッピ川上流のミリケンズベンドの補給地域を攻撃した。これは主に訓練が積まれていなかったアフリカ系アメリカ人部隊に防衛された。彼等は劣った装備で勇敢に戦い砲艦の助けもあって南軍を撃退したが、損失も大きく652名となり、南軍は185名の損失だった。

### グッドリッチ上陸点の戦い（6月29日-30日）
北軍がルイジアナ州の川沿いの郡部占領を始めた後で、数千もの逃亡奴隷が集まってきた。それ故に北軍は幾つかのプランテーションを借りて解放奴隷をそこで働かせ綿花や穀物を育てさせた。穀物を売ってでた収益は食糧や衣類などの費用に当てられた。アフリカ系アメリカ人の部隊はこれらプランテーションを守る任務を与えられ、他の部隊が戦えるようにした。南軍はこれら解放奴隷を再度捕獲し穀物を破壊することにし、アーカンソー州ゲインズ・ランディングからレイクプロビデンスに遠征した。南軍は北軍の行動を混乱させ。多くの財産を破壊し物資や荷馬車を捕獲したものの、この襲撃は北軍にとっては小さな後退に過ぎなかった。南軍は束の間の混乱を生むことができたが、継続的な事態の変化までは与えられなかった。

### ヘレナの戦い（7月4日）
南軍のテオフィロス・H・ホームズ中将の部隊がビックスバーグに対する圧力を弱めようとアーカンソー州ヘレナを攻撃した。南軍の勢力が上回り、当初は砦の部分を占領したが、北軍が撃退した。

## 戦いの後
南軍はビックスバーグの戦いと包囲での死傷者は2,872名と比較的少なく、北軍は4,910名の損失を出したが、グラントが南軍の1軍隊全部を降伏させることは2回目（1回目はドネルソン砦の戦い）であり、29,495名を捕虜にした。南軍兵の大半は釈放された。北軍はかなりの分量の大砲、小火器および弾薬も捕獲した。3月29日から始まったビックスバーグ方面作戦全体では北軍の死傷者10,142名に対し、南軍は9,091名だった。
この結果は1863年の夏に南軍が受けた2つ目の大きな打撃だった。7月3日、ロバート・E・リー将軍による北部侵攻はゲティスバーグの戦いで崩壊した。7月4日、星条旗がビックスバーグに掲げられた。南軍にとって独立記念日の降伏は痛い敗北だった。北軍は行儀良く振舞い、南軍兵と混じって飢えた兵士達に食糧を渡した。食糧を確保し高い価格で売ろうと思っていた投機家はその倉庫がこじ開けられ、貯蔵品が飢えた反乱兵のために通りに投げ出されるのを見た。グラントはその自叙伝で「両軍の兵士はあたかも同じ側で戦っていたかのように親しく交わった」と書いた。しかし、わだかまりは長引いた。ビックスバーグ市はその後81年間、7月4日の独立記念日を祝うことを拒み続けた。
この方面作戦の最も重大な結果はミシシッピ川の北軍による支配であり、それはポートハドソンの陥落で完成された。ポートハドソンは5月27日以降バンクス軍に包囲されていたが、ビックスバーグ陥落の報せに接して7月9日に降伏した。南軍はこれで2つに分けられた。1週間後1隻の武装していない舟がセントルイスから川を下って何の支障もなく北軍が確保するニューオーリンズに到着した。リンカーン大統領は「水路の父が再び怒られもせずに海に通っている」と宣言した。
グラントはシャーマンに50,000名の部隊を付けてジャクソンのジョンストン軍31,000名に向かわせた。ジョンストンはシャーマン軍を正面対決に誘い込もうとしたが、シャーマンはビックスバーグでそのようなことを行った結果を見てきた。シャーマンは直接対決を避け、市の包囲を始めた。ジョンストンはその軍隊を脱出させ、ペンバートンが成したことよりも大きなことではあったが、ミシシッピ州中部の全部がシャーマンの支配下に落ちた。シャーマンはその後のメリディアンに対する作戦行動では、後にジョージア州を抜ける海への進軍、続いてサウスカロライナ州で採用した焦土作戦の前触れとなった行動を採った。
包囲戦の最中にグラントが取った行動の一つに長引くライバル関係の解消があった。5月30日、マクラーナンド将軍はその部隊に自画自賛の文章を書き、近付く勝利は自分達の功績が大きいと主張した。グラントはこの方面作戦初期アーカンソー・ポストの戦い頃の衝突以来6ヶ月間、マクラーナンドが口を滑らすのを待ち構えていた。グラントは遂に6月18日、マクラーナンドを解任した。マクラーナンドの第13軍団はエドワード・オード少将に任された。1864年5月、マクラーナンドは遠くテキサス州の指揮官に据えられた。
グラントはビックスバーグ方面作戦の明白な勝者だった。1863年7月4日付けで正規軍の少将に昇進することでこの勝利に報いられた。また通常とは異なる手紙を受け取った。
グラントはチャタヌーガで包囲されていた北軍に向かいこれを救出し、その後ハレックに変わって北軍の総司令官の地位に就き、そのころ復活されたばかりの中将の位に昇った。戦争全体の究極の成功にも拘らず、ビックスバーグは想像力に富んだ、大胆な、容赦ない操軍の傑作として、その最良の作戦と考えられている。
歴史家スティーブン・E・ウッドワースは、ペンバートンが「南部で最も憎まれた男という肩書きに強い主張をしたが、確かに南軍の制服を着るのを嫌がられた者だった」と書いた。適当な物資は手近にあったはずであり、降伏したのは彼の裏切りに過ぎないという告発があった。南軍の将軍リチャード・テイラーは戦後、「彼は南部を売る目的を発現するために南部に加わり、ヤンキーの神聖な日である7月4日に降伏したという事実でそれが明らかに証明されている」と書いた。
ビックスバーグを失ったことに対する責めはジョン・ペンバートンだけでなく、過度に慎重なジョセフ・ジョンストンにも行った。ジェファーソン・デイヴィスはこの敗北に付いて「そうだ、内部の食糧の不足と外部の戦おうとしなかった将軍のためだ」と言った。包囲されて飢えに苦しめられた兵士や市民はジョンストンが救援に来てくれるという望みを持っていたが、彼は来なかった。1862年の半島方面作戦依頼ジョンストンを悩ませた臆病という告発は、シャーマンに対する1864年のアトランタ方面作戦まで追いかけてくることになった。しかしビックスバーグ方面作戦の時にジョンストン軍は数で遥かに負けていた。ジョンストンはグラントが尊敬する数少ない南軍の将軍だったが、ジョンストンは戦術で負けていた。